# كارلتون (جورجيا)
كارلتون (بالإنجليزية: Carlton, Georgia)‏ هي مدينة تقع في مقاطعة ماديسون، جورجيا بولاية جورجيا في الولايات المتحدة. تبلغ مساحة هذه المدينة 2.6 (كم²)، وترتفع عن سطح البحر 182 م، بلغ عدد سكانها 260 نسمة في عام 2010 حسب إحصاء مكتب تعداد الولايات المتحدة.

## وصلات خارجية
- Cities & Counties - Georgia.gov